# Kkotboda namja
Kkotboda namja (hangul: 꽃보다 남자) je južnokorejska televizijska serija. Glavne uloge su igrali Ku Hye-sun, Lee Min-ho, Kim Hyun-joong, Kim Bum, Kim Joon i Kim So-eun.

## Uloge
- Ku Hye-sun - Geum Jan-di
- Lee Min-ho - Gu Jun-pyo
- Kim Hyun-joong - Yoon Ji-hu
- Kim Bum - So Yi-jung
- Kim Joon - Song Woo-bin
- Kim So-eun - Chu Ga-eul

## Vanjske poveznice
- Službena stranica[neaktivna poveznica]